# LED art

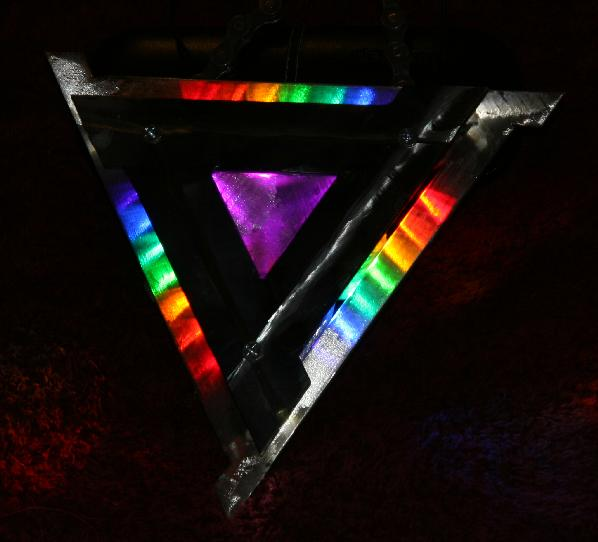
Artwork : sculpture triangulaire en acier à base de LED

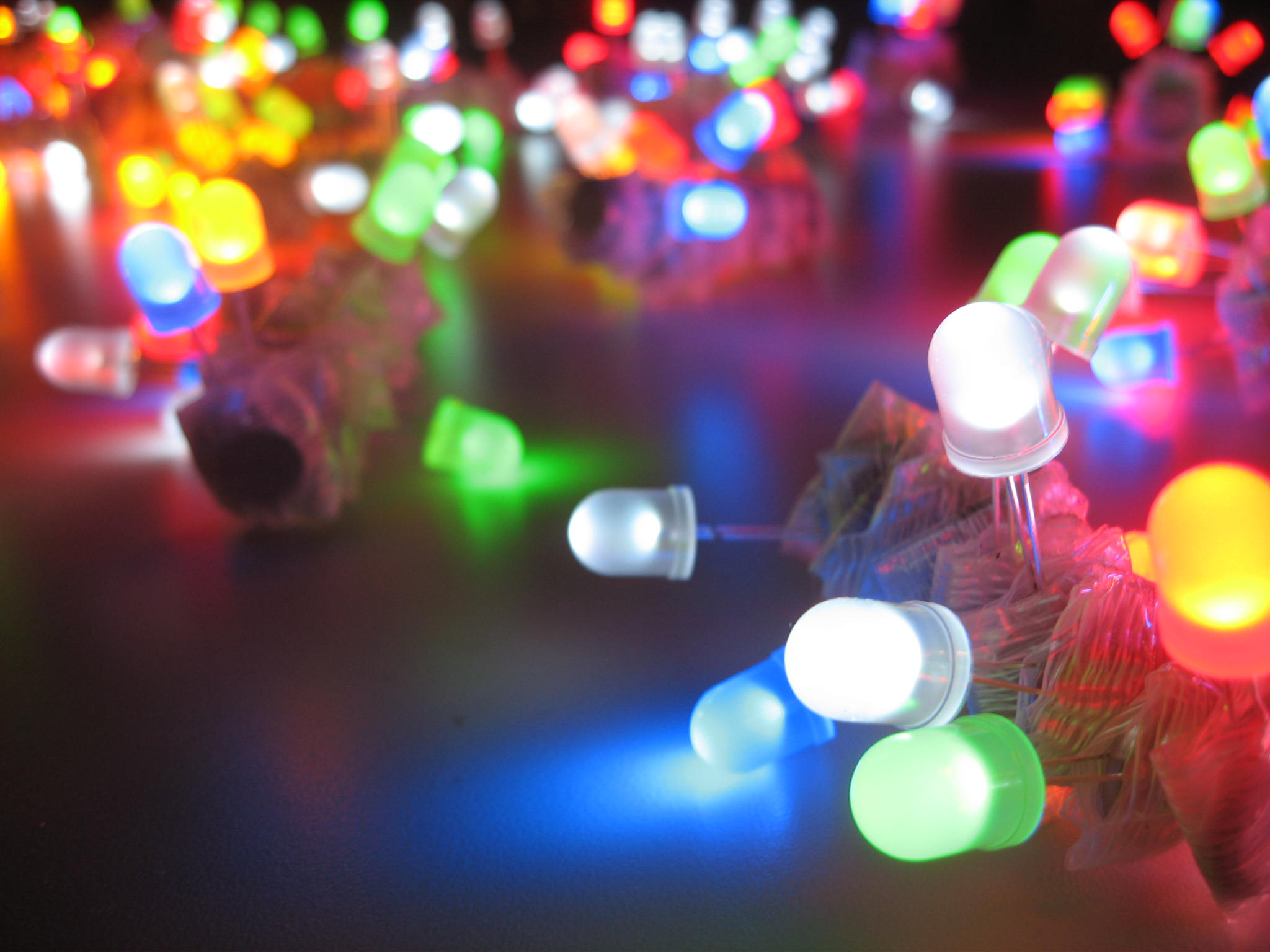
LED throwies

Le LED art est une forme d'art de la lumière conçu à partir de diodes électroluminescentes (les LED), consistant à créer des sortes de graffitis lumineux. Cette forme d'art urbain, inventé par le collectif d'artistes américains Graffiti Research Lab qui cherchait une alternative non destructrice aux graffitis en lançant de petites LED éclairées et aimantées sur des surfaces métalliques dans Brooklyn en 2006, est utilisé notamment dans la guérilla marketing ou la réalisation d'œuvres d'art éphémères. Ce mouvement est distinct des créations pointillistes en pixel art (à base d'images matricielles).

## LED-throwie ou LED à lancer
Un LED throwie est composé d’une LED dont les deux branches sont attachées à une pile bouton et à un aimant aux terres rares.
Les LED-throwies sont principalement utilisés pour faire de l'art urbain ou bien pour produire de l'effet lors d’événements ou de salons événementiels. En ce qui concerne leur usage pour faire de l'art urbain, les throwies sont lancés sur des objets en métal tels que les statues, les ponts, les bâtiments ou encore les transports en commun. Lors des messes et des expositions, les LED-throwies sont utilisés comme moyen d'éclairage pas cher ou bien pour attirer les regards.
Les LED-throwies ont été développés en 2006 par James Powderly et Evan Roth au sein du laboratoire de recherche pour le graffiti. Comme toutes les conceptions de l'OpenLab, les throwies ont été rendues publiques comme étant un projet open source du domaine public. 
La première campagne pour les LED-Throwies organisée par le GRL a eu lieu à New York. Les militants du GRL ont distribué les LED-throwies aux passants en leur donnant l'instruction de les jeter sur la sculpture en métal Alamo située sur la place Astor à Manhattan. 
En Allemagne, une action de ce genre a été faite dans la station de métro Kottbusser Tor à Berlin.